# کرتاسه
| سامانه  | ردیف    | اشکوب      | سن (میلیون سال) |
| ------- | ------- | ---------- | --------------- |
| پالئوژن | پالئوسن | دانین      | → پس از آن      |
| کرتاسه  | پسین    | ماستریختین | ۶۶–۷۲,۱         |
| کرتاسه  | پسین    | کامپانین   | ۷۲,۱–۸۳,۶       |
| کرتاسه  | پسین    | سانتونین   | ۸۳,۶–۸۶,۳       |
| کرتاسه  | پسین    | کنیاسین    | ۸۶,۳–۸۹,۸       |
| کرتاسه  | پسین    | تورونین    | ۸۹,۸–۹۳,۹       |
| کرتاسه  | پسین    | سنومانین   | ۹۳,۹–۱۰۰,۵      |
| کرتاسه  | پیشین   | آلبین      | ۱۰۰,۵–~۱۱۳      |
| کرتاسه  | پیشین   | آپتین      | ~۱۱۳–~۱۲۵       |
| کرتاسه  | پیشین   | بارمین     | ~۱۲۵–~۱۲۹,۴     |
| کرتاسه  | پیشین   | هاتریوین   | ~۱۲۹,۴–~۱۳۲,۹   |
| کرتاسه  | پیشین   | والانجینین | ~۱۳۲,۹–~۱۳۹,۸   |
| کرتاسه  | پیشین   | بریاسین    | ~۱۳۹,۸–~۱۴۵     |
| ژوراسیک | پسین    | تیتونین    | → پیش از آن     |

دوره کرتاسه یا ‌گِل‌سِفیدی بعد از تریاس و ژوراسیک سومین دوره دوران میانه‌زیستی است که در ۱۴۵٫۵ تا ۶۶ میلیون سال پیش بود و در واقع ۷۹ میلیون سال به طول انجامید و از این لحاظ طولانی‌ترین دوره در میانه‌زیستی است. نام این دوران اولین بار در سال ۱۸۲۲ (میلادی) توسط امالیوس دالوا به رسوبات کربناته گِل‌سفیدی در جنوب انگلستان گرفته شد. کرتاسه به دو دوره کرتاسه پیشین و کرتاسه پسین تقسیم می‌شود. در دوره کرتاسه آب و هوا گرم و معتدل بوده و گیاهان پرگل و گیاهان نهان‌دانه در سطح زمین پراکنده شدند. بی‌مهرگانی همچون شاخ‌قوچی‌ها ammonite و فشنگچه‌ها belemnite نیز در این دوران وجود داشتند. 

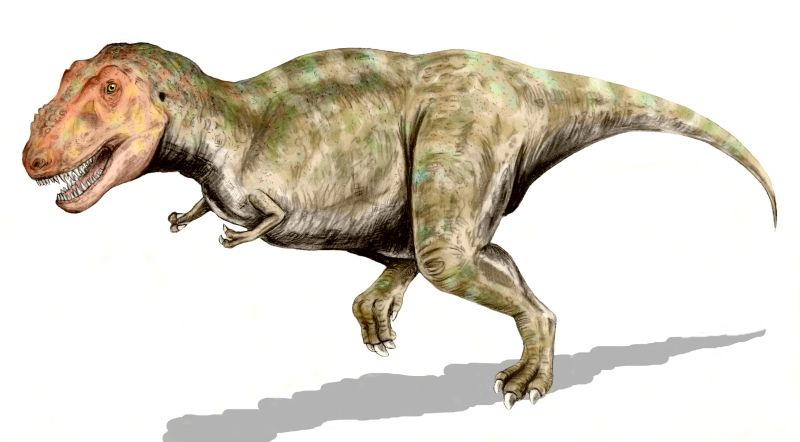
تیرانازور از بزرگ‌ترین شکارچیانی بود که در دوره کرتاسه پسین می‌زیست

در اواخر دوره کرتاسه برخی پستانداران کوچک به وجود آمدند و همچنین دراین دوره دایناسورها و آمونیت‌ها منقرض شدند. قاره‌ها در دوره‌های قبلی از یکدیگر جدا شده بودند و تنها قاره آفریقا از آمریکای جنوبی در دوره کرتاسه پیشین از هم جدا شدند. همچنین دانشمندان به این نتیجه رسیدند که در این دوره و در ۹۴ الی ۹۵ میلیون سال قبل به مدت هشتصد هزار سال هوای زمین به حدی گرم بوده که تنها ۴۵ درصد قاره قطب جنوب پوشیده از یخ بوده.

## کرتاسه در ایران
در ایران، مرز بین ژوراسیک و کرتاسه به خوبی توصیف نشده و باور همگان بر آن است که این مرز با رخداد زمین‌ساختی سیمرین پسین مشخص می‌شود که از نوع کوهزایی است. ولی یافته‌های نوین نشان می‌دهند که بر خلاف پندارهای موجود، در بسیاری از نقاط ایران، مرز اشکوب‌های تیتونین (ژوراسیک پایانی)و بریازین (کرتاسه آغازی) تدریجی و از نوع محیط‌های ژرف است. به سخن دیگر، رویداد نامگذاری شده به سیمرین پسین، در اوایل کرتاسه پیشین و پس از اشکوب بریازین و به احتمال قوی در زمان نئوکومین (پیش از بارمین) رویداده که موجب خروج گسترده زمین از آب و برقراری شرایط قاره‌ای شده‌است. به همین‌رو است که به جز زاگرس، حوضه فلیشی خاور ایران و مکران، نهشته‌های پس از رخداد سیمرین پسین انباشته‌های آواری سرخ رنگ است که با یک گذر تدریجی به ردیف‌های کربناتی اُربیتولین‌دار بارمین – آپتین می‌رسد.

## نگارخانه

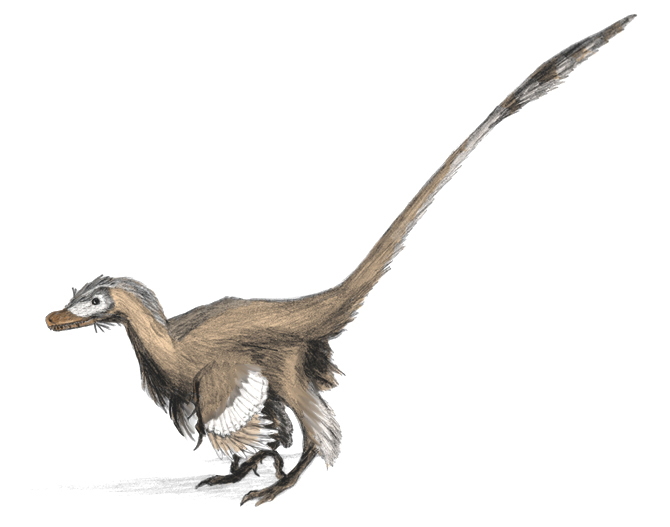
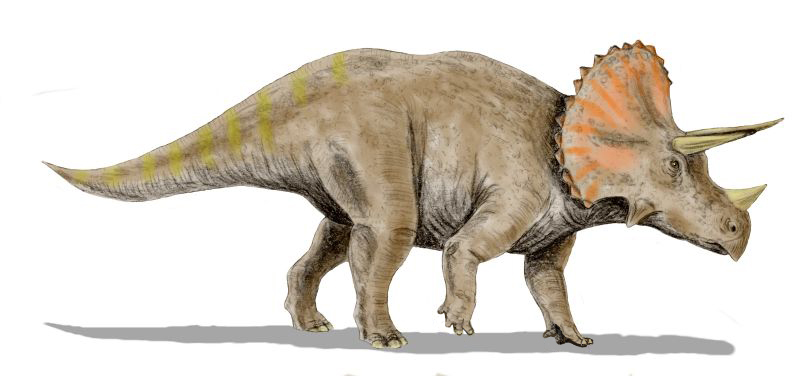
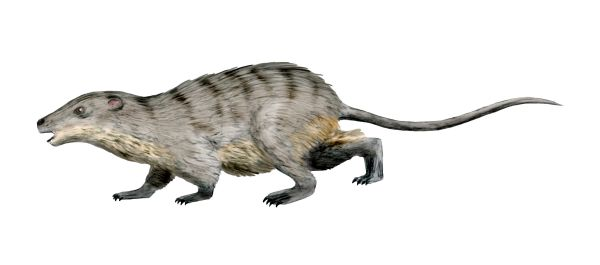